# Поперечне (Україна)
Попере́чне — село в Україні, у Вербківській сільській громаді Павлоградського району Дніпропетровської області. Населення за переписом 2001 року становило 204 особи.

## Географія
Село Поперечне знаходиться на відстані 3 км від села Степ і за 4 км від Новомиколаївське. По селу протікає пересихаючий струмок з загатою.

## Історія
Село є центром сільської ради, яке засновано порівняно нещодавно – в 1924 році. Село засноване переселенцями з сусідніх сіл.
Назва села пішла від того що, перші поселенці поставили свої хатини впоперек основного шляху, як це їм було зручно. Звідси і пішла назва села – Поперечне.

## Економіка
- ПП АФ «Степове».

## Заклади соціально-культурної сфери

### Освітні заклади (школа, дитсадок, інше)
1. Поперечненська загальноосвітня неповна середня школа	с. Поперечне, вул. Гагаріна,3 Лавриненко Віктор Михайлович 5-27-30 - ліквідована в 2013 році;
2. Дитячий садок с. Поперечне, вул. Гагаріна,5 Сидорчук Світлана Іванівна 5-27-92. 

### Заклади охорони здоров’я
1. Фельдшерський пункт	с. Поперечне, вул.Гагаріна,7 Аліханян Сатенік Ашотівна	5-27-41

### Культурні заклади (клуб, бібліотека, музична школа, інше)
1. Сільський Будинок культури с. Поперечне, вул. Гагаріна,9 Майорова Тетяна Іванівна;
2. Сільська бібліотека	с. Поперечне, вул. Гагаріна,7 Пасічник Наталія Валентинівна. 

## Пам'ятки
Поблизу села знаходиться ландшафтний заказник місцевого значення Тернівський.